# Усов, Дмитрий Иванович
Усов Дмитрий Иванович (1909—1984) — начальник участка шахты им. Ворошилова треста «Прокопьевскуголь», Герой Социалистического Труда.

## Биография
Уроженец села Усяты (сейчас это территория города Прокопьевск Кемеровской области). Трудовую деятельность начал в 1928 году на Киселёвском руднике. С 1935 года до ухода на заслуженный отдых работал на шахте им. Ворошилова. Освоил шахтёрские специальности откатчика, забойщика, горного мастера. На протяжении 12 лет руководил участком, одним из лучших в Кузбассе, где с 1940 года осваивалась щитовая выемка угля.
В 1948 году Дмитрий Иванович получил свой первый орден Трудового Красного Знамени. А в 1957 году за выдающиеся успехи в деле развития угольной промышленности Д. И. Усову присвоено звание Героя Социалистического Труда.